# Арочная шина
Арочные шины — разновидность специальных бескамерных автомобильных шин с профилем в виде арки значительной ширины. Их основным назначением является повышение проходимости автотранспорта при движении по грунтам с низкой несущей способностью (пески, заболоченная местность, снежная целина и т. п.).

## Общее описание
Типичная арочная шина имеет поперечное сечение в виде арки с переменной кривизной и низкими бортами. Отношение высоты профиля арочной шины к её ширине составляет величину в диапазоне 0,35—0,5; ширина профиля при этом в 2,5—3,5 раза больше, чем у обычной покрышки. Каркас арочных шин делается из полиамидного корда, прочным и тонкослойным, с малым сопротивлением на изгиб, в результате величина радиальной деформации у арочных шин примерно в 2 раза выше. Внутреннее давление составляет 0,005—0,15 МПа.
Как правило, такие шины оснащены редко посаженными мощными грунтозацепами эвольвентной формы на всю ширину профиля. Их общая площадь может быть около 17—35 % всей площади опоры, высота достигать 35—40 мм, а шаг между ними 100—250 мм. В центральной части рисунка протектора вдоль окружности шины располагается специальный пояс, состоящий из одного или нескольких рядов грунтозацепов, назначением которого является уменьшение износа шины при движении по дорогам с твёрдым покрытием.
Большая ширина, высокие грунтозацепы, низкое давление и эластичность арочной шины способствуют образованию большой площади контакта с опорным участком поверхности. Помимо этого, при качении такая шина имеет свойство уплотнять грунт по направлению к центру контактной зоны, что в сумме даёт малое удельное давление на грунт, небольшое сопротивление качению и достижение больших величин тянущего момента на мягкой поверхности.

## История
Разработаны в 1952 году Николасом Штраусслером в Великобритании.

## Применение
Арочные шины используются как сезонное средство повышения проходимости; они монтируются только на задних осях грузовых машин по одной вместо двух обычных покрышек, что резко повышает способность техники преодолевать участки мягкого грунта.
Использование арочных шин на дорогах с обычным твёрдым покрытием крайне не рекомендуется. При эксплуатации в смешанных дорожных условиях средний ресурс арочных шин достигает 40—45 тысяч км, а при езде по обычным дорогам он снижается до 20—30 тысяч км.